# Viking Award
Viking Award je cena udělovaná každoročně nejlepšímu švédskému hráči ledního hokeje v Severní Americe. O vítězi rozhodují samotní hráči hlasováním. Pouze Mats Sundin získal ocenění čtyřikrát. Peter Forsberg, Markus Näslund, Henrik Zetterberg, Erik Karlsson a Börje Salming je obdrželi třikrát.

## Ocenění
| Sezona    | Vítěz                                      | Tým                                        | Pozice                                     | Počet trofejí #                            |                                            |
| --------- | ------------------------------------------ | ------------------------------------------ | ------------------------------------------ | ------------------------------------------ | ------------------------------------------ |
| 1975–76   | Börje Salming                              | Toronto Maple Leafs                        | obránce                                    | 1                                          |                                            |
| 1976–77   | Börje Salming                              | Toronto Maple Leafs                        | obránce                                    | 2                                          |                                            |
| 1977–78   | Ulf Nilsson                                | Winnipeg Jets                              | centr                                      | 1                                          |                                            |
| 1978–79   | Börje Salming                              | Toronto Maple Leafs                        | obránce                                    | 3                                          |                                            |
| 1979–80   | Anders Hedberg                             | New York Rangers                           | pravý útočník                              | 1                                          |                                            |
| 1980–81   | Kent Nilsson                               | Calgary Flames                             | centr                                      | 1                                          |                                            |
| 1981–82   | Thomas Gradin                              | Vancouver Canucks                          | centr                                      | 1                                          |                                            |
| 1982–83   | Pelle Lindbergh                            | Philadelphia Flyers                        | brankář                                    | 1                                          |                                            |
| 1983–84   | Patrik Sundström                           | Vancouver Canucks                          | centr                                      | 1                                          |                                            |
| 1984–85   | Mats Näslund                               | Montreal Canadiens                         | levý útočník                               | 1                                          |                                            |
| 1985–86   | Mats Näslund                               | Montreal Canadiens                         | levý útočník                               | 2                                          |                                            |
| 1986–87   | Tomas Sandström                            | New York Rangers                           | pravý útočník                              | 1                                          |                                            |
| 1987–88   | Håkan Loob                                 | Calgary Flames                             | pravý útočník                              | 1                                          |                                            |
| 1988–89   | Patrik Sundström                           | New Jersey Devils                          | centr                                      | 2                                          |                                            |
| 1989–90   | Thomas Steen                               | Winnipeg Jets                              | centr                                      | 1                                          |                                            |
| 1990–91   | Tomas Sandström                            | Los Angeles Kings                          | pravý útočník                              | 2                                          |                                            |
| 1991–92   | Calle Johansson                            | Washington Capitals                        | obránce                                    | 1                                          |                                            |
| 1992–93   | Mats Sundin                                | Quebec Nordiques                           | centr                                      | 1                                          |                                            |
| 1993–94   | Mats Sundin                                | Toronto Maple Leafs                        | centr                                      | 2                                          |                                            |
| 1994–95   | Mikael Renberg                             | Philadelphia Flyers                        | pravý útočník                              | 1                                          |                                            |
| 1995–96   | Peter Forsberg                             | Colorado Avalanche                         | centr                                      | 1                                          |                                            |
| 1996–97   | Mats Sundin                                | Toronto Maple Leafs                        | centr                                      | 3                                          |                                            |
| 1997–98   | Peter Forsberg                             | Colorado Avalanche                         | centr                                      | 2                                          |                                            |
| 1998–99   | Peter Forsberg                             | Colorado Avalanche                         | centr                                      | 3                                          |                                            |
| 1999–2000 | Nicklas Lidström                           | Detroit Red Wings                          | obránce                                    | 1                                          |                                            |
| 2000–01   | Markus Näslund                             | Vancouver Canucks                          | levý útočník                               | 1                                          |                                            |
| 2001–02   | Mats Sundin                                | Toronto Maple Leafs                        | centr                                      | 4                                          |                                            |
| 2002–03   | Markus Näslund                             | Vancouver Canucks                          | levý útočník                               | 2                                          |                                            |
| 2003–04   | Markus Näslund                             | Vancouver Canucks                          | levý útočník                               | 3                                          |                                            |
| 2004–05   | stávka NHL                                 |                                            |                                            |                                            |                                            |
| 2005–06   | Nicklas Lidström                           | Detroit Red Wings                          | obránce                                    | 2                                          |                                            |
| 2006-07   | Henrik Zetterberg                          | Detroit Red Wings                          | levý útočník                               | 1                                          |                                            |
| 2007–08   | Henrik Zetterberg                          | Detroit Red Wings                          | levý útočník                               | 2                                          |                                            |
| 2008–09   | Nicklas Bäckström                          | Washington Capitals                        | centr                                      | 1                                          |                                            |
| 2009–10   | Henrik Sedin                               | Vancouver Canucks                          | centr                                      | 1                                          |                                            |
| 2010–11   | Daniel Sedin                               | Vancouver Canucks                          | pravý útočník                              | 1                                          |                                            |
| 2011–12   | Erik Karlsson                              | Ottawa Senators                            | obránce                                    | 1                                          |                                            |
| 2012–13   | Henrik Zetterberg                          | Detroit Red Wings                          | levý útočník                               | 3                                          |                                            |
| 2013–14   | Alexander Steen                            | St. Louis Blues                            | levý útočník                               | 1                                          |                                            |
| 2014–15   | Nicklas Bäckström                          | Washington Capitals                        | centr                                      | 2                                          |                                            |
| 2015–16   | Erik Karlsson                              | Ottawa Senators                            | obránce                                    | 2                                          |                                            |
| 2016–17   | Erik Karlsson                              | Ottawa Senators                            | obránce                                    | 3                                          |                                            |
| 2017–18   | William Karlsson                           | Vegas Golden Knights                       | centr                                      | 1                                          |                                            |
| 2018–19   | Elias Lindholm                             | Calgary Flames                             | centr                                      | 1                                          |                                            |
| 2019–20   | Kvůli koronaviru nebyla udělena žádná cena | Kvůli koronaviru nebyla udělena žádná cena | Kvůli koronaviru nebyla udělena žádná cena | Kvůli koronaviru nebyla udělena žádná cena | Kvůli koronaviru nebyla udělena žádná cena |
| 2020–21   | Nebyla udělena žádná cena                  | Nebyla udělena žádná cena                  | Nebyla udělena žádná cena                  | Nebyla udělena žádná cena                  | Nebyla udělena žádná cena                  |